# Spoorlijn Romery - Liart
De Spoorlijn Romery - Liart was een Franse spoorlijn van Romery naar Liart. De lijn was 56 km lang.

## Geschiedenis
De lijn werd aangelegd door de Compagnie des chemins de fer départementaux de l’Aisne en geopend in in 1912 van Romery tot Brunehamel en in 1913 van Brunehamel naar Liart. Tussen 1920 en 1925 werd de gehele lijn van meterspoor op normaalspoor gebracht. Het gedeelte tussen Vervins en Liart werd gesloten in 1935, tussen Romery en Liart in 1951.

## Aansluitingen
In de volgende plaatsen is of was er een aansluiting op de volgende spoorlijnen:
Romery
RFN 237 000, spoorlijn tussen Flavigny-le-Grand en Ohis-Neuve-Maison
Vervins
RFN 229 000, spoorlijn tussen La Plaine en Anor
Liart
RFN 212 000, spoorlijn tussen Hirson en Amagne-Lucquy
RFN 222 000, spoorlijn tussen Liart en Tournes
RFN 228 000, spoorlijn tussen Laon en Liart